# Bilzen
Bilzen a flandriai Limburg tartományban található település, Belgiumban. Területe 75,90 km², lakosainak száma 2011 decemberi adatok szerint 31 423 fő.

## Látnivalók
- A település legfőbb látnivalója a 16–17. században épült Alden Biesen-i kastély.[3]
- A római katolikus Szent József-templomot 1932-ben avatták fel, egy év alatt készült el.[4]

## Híres szülöttei
- Camille Huysmans (1871–1968), 1946 és 1947 között Belgium miniszterelnöke
- Kim Clijsters (1983), profi teniszező, korábbi világelső
- Elke Clijsters (1985), visszavonult profi teniszező, Kim Clijsters húga
- Julie Biesmans (1994), női válogatott labdarúgó

## Kapcsolódó szócikkek

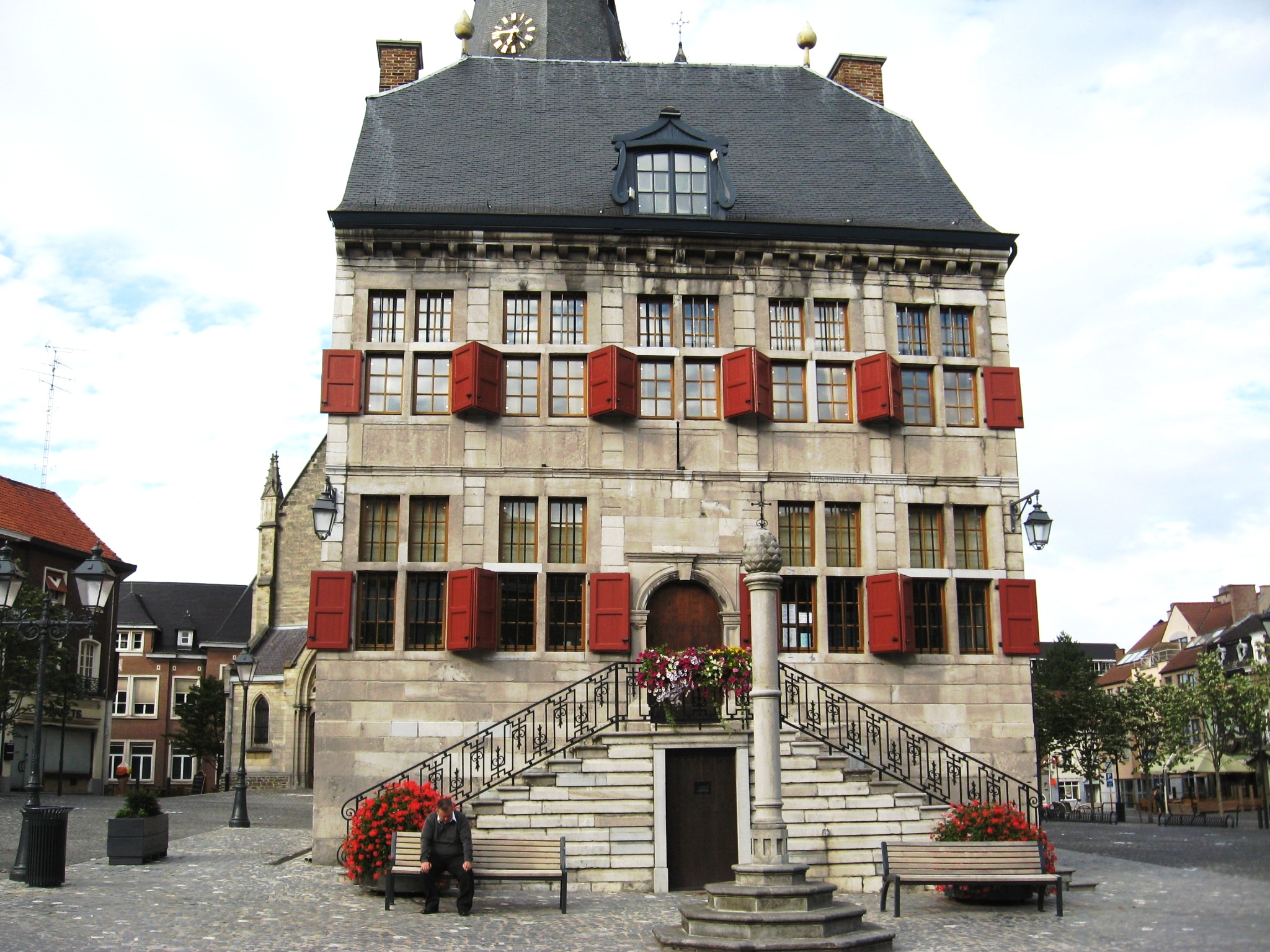
Bilzeni városháza épülete (1686)
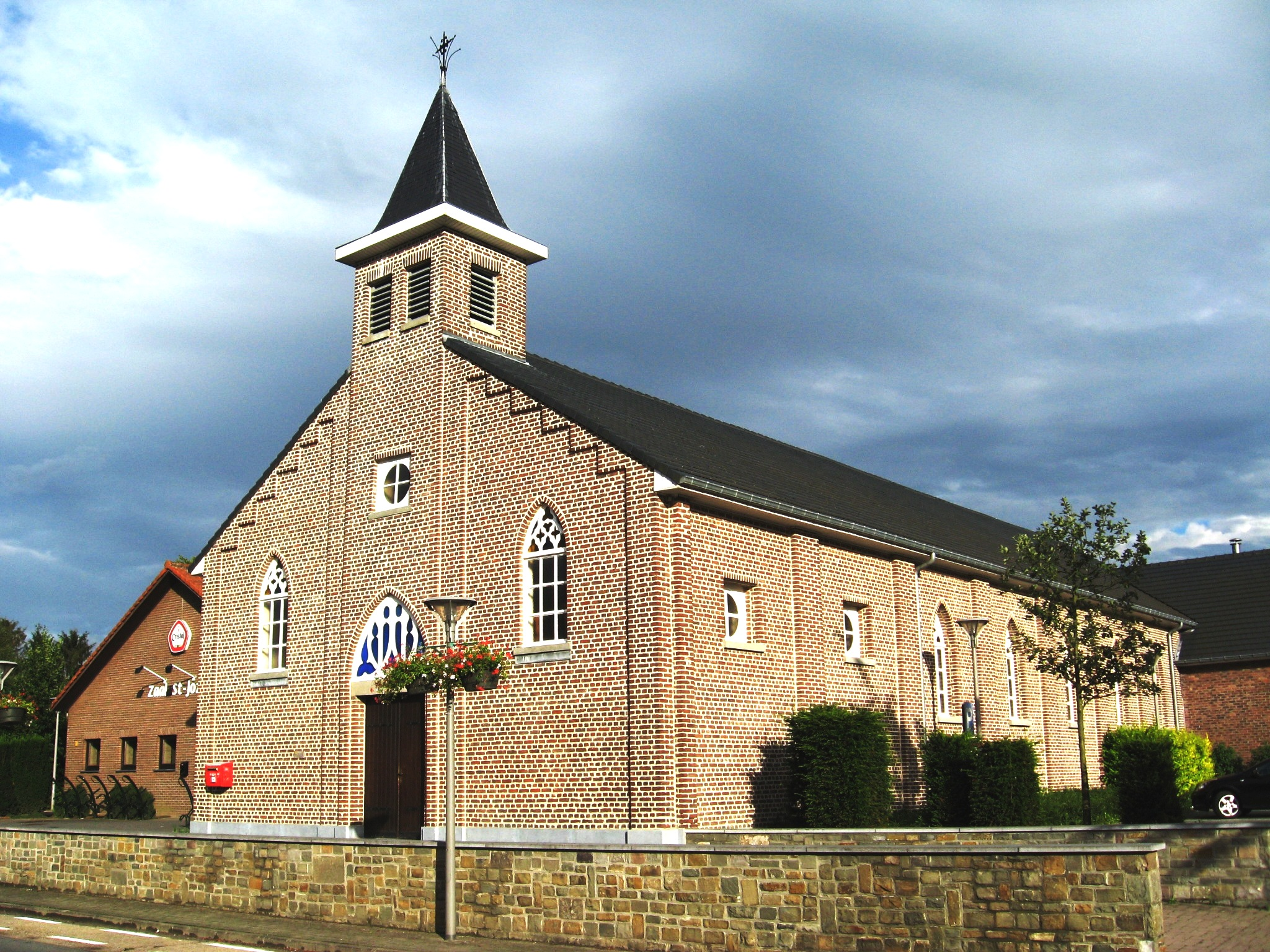
A Szent József-templom
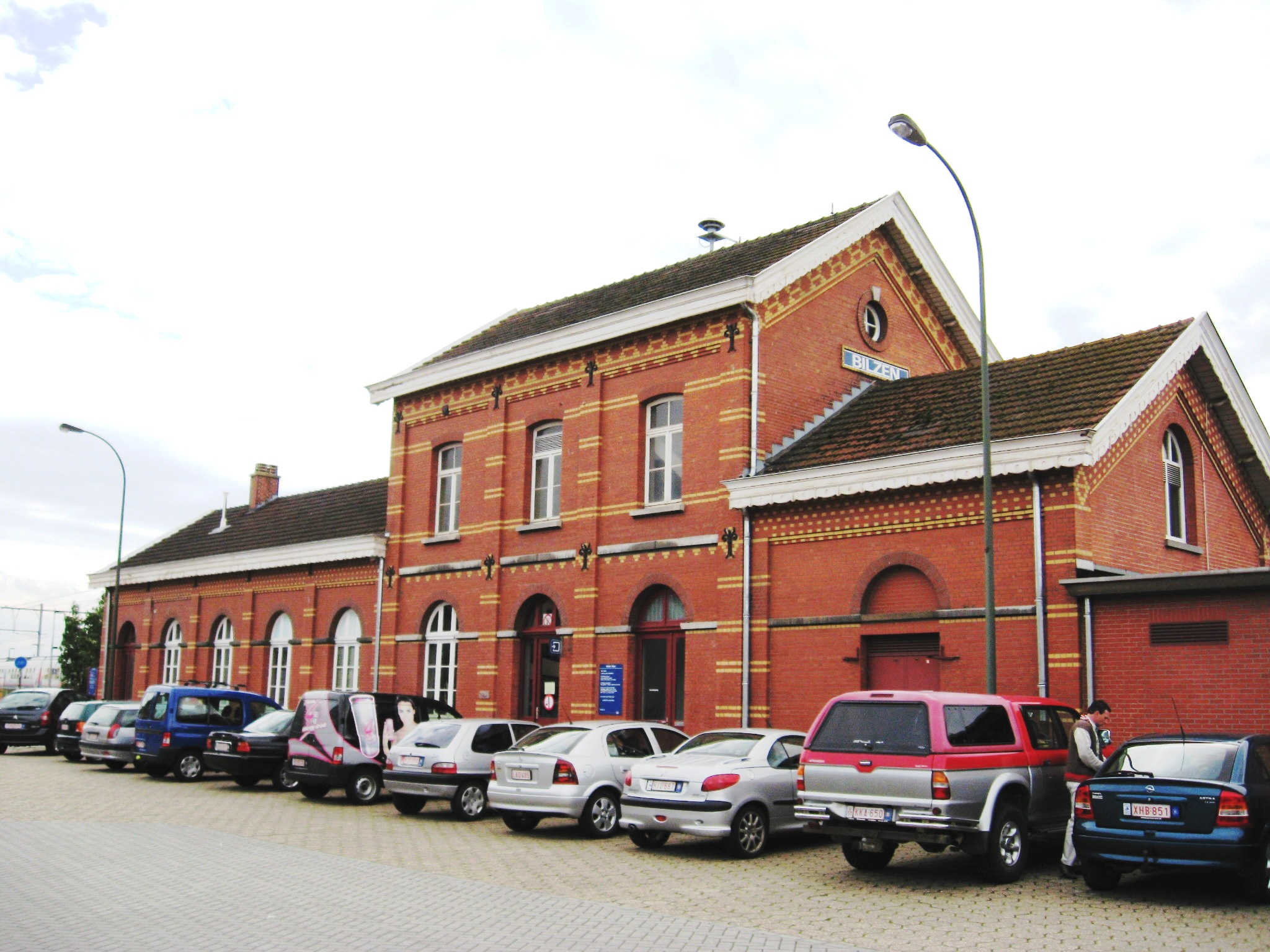
Vasútállomás
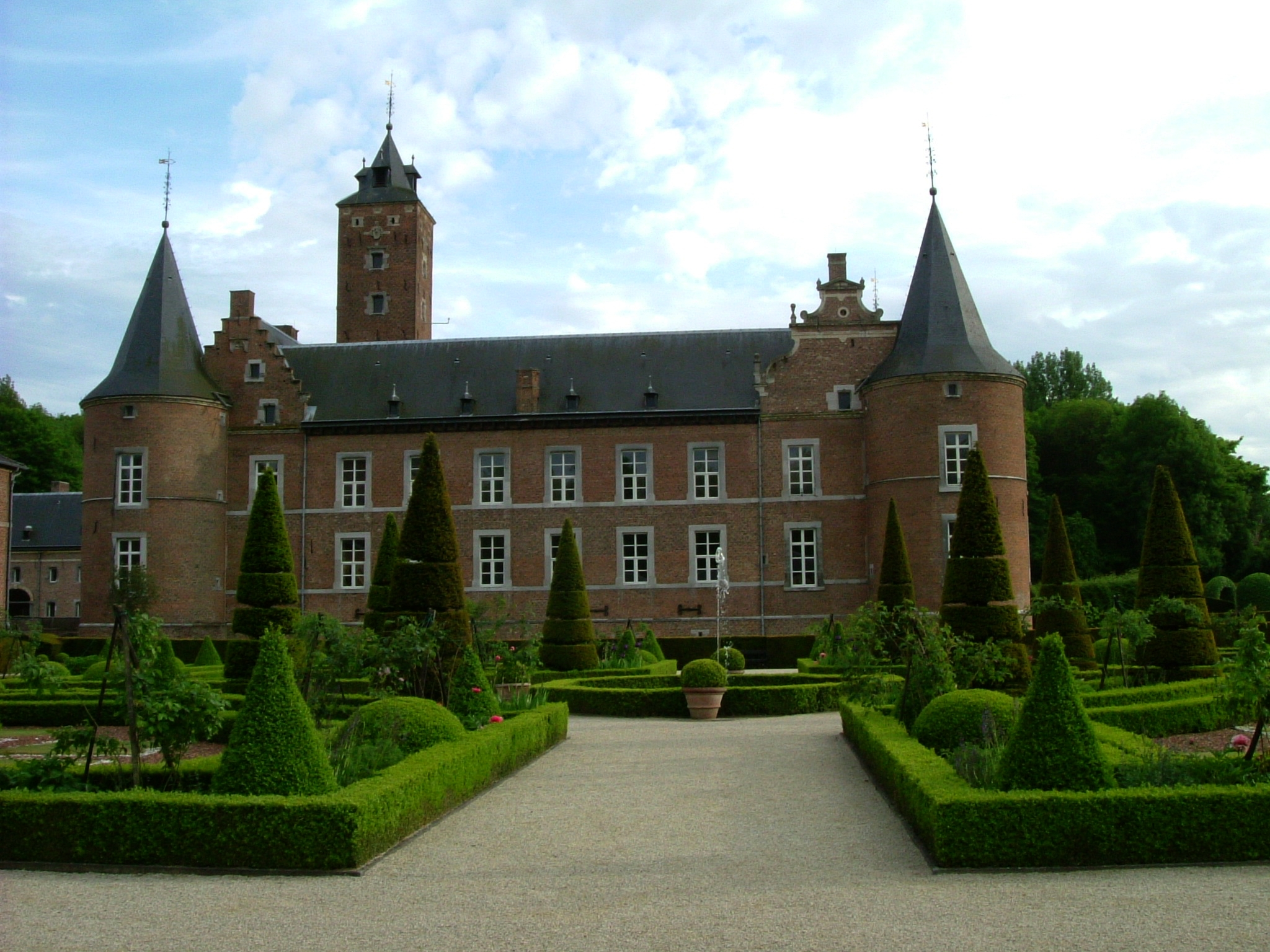
Az Alden Biesen-i kastély belső udvara